# Harzweg 22 (Quedlinburg)

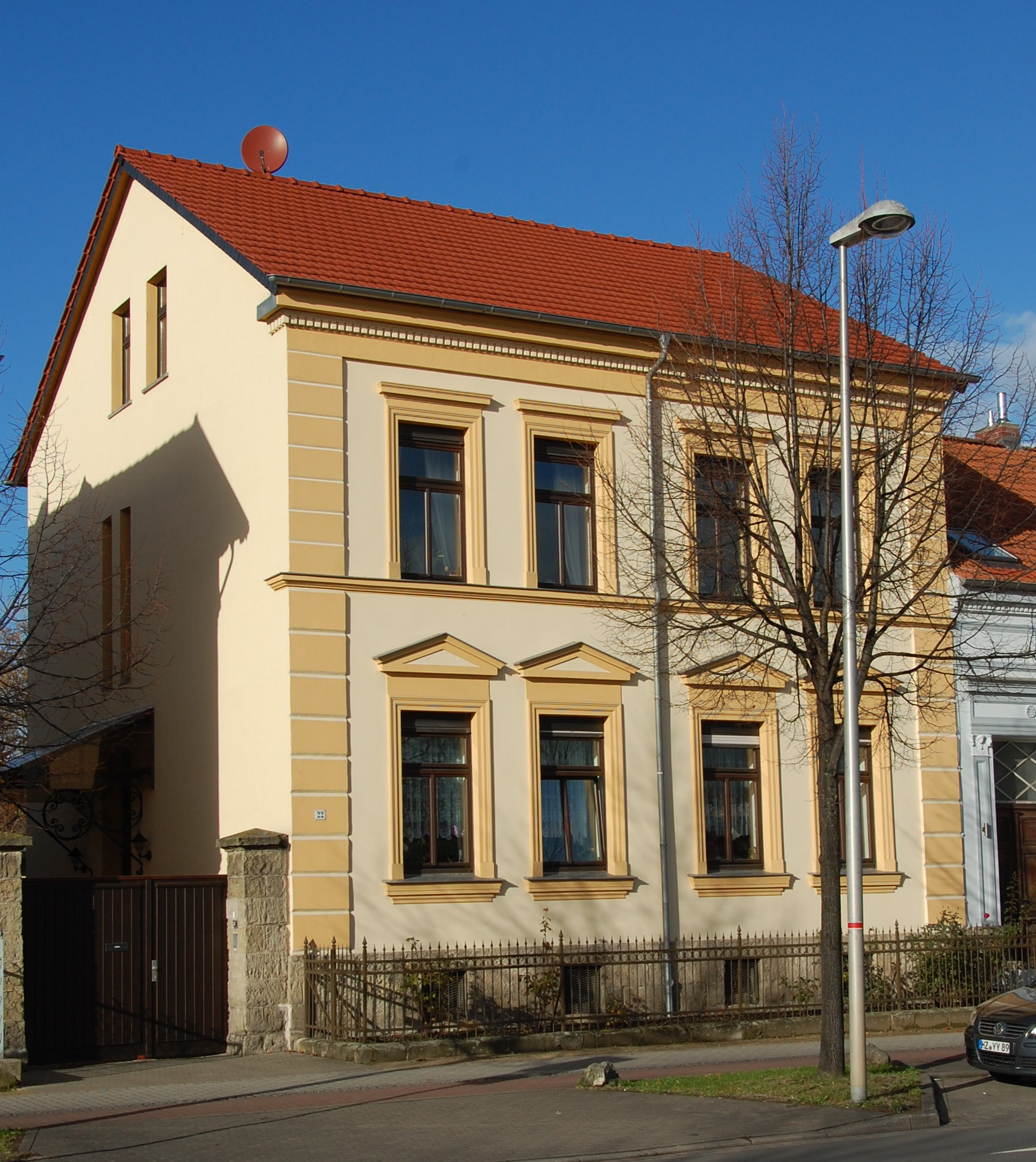
Harzweg 22

Das Haus Harzweg 22 ist ein denkmalgeschütztes Gebäude in Quedlinburg in Sachsen-Anhalt.

## Lage
Das im Quedlinburger Denkmalverzeichnis als Wohnhaus eingetragene Gebäude befindet sich südlich der Quedlinburger Altstadt auf der Nordseite des Harzwegs.

## Architektur und Geschichte
Das zweigeschossige Gebäude wurde 1880 von Robert Riefenstahl in massiver Bauweise errichtet. Die Gestaltung bedient sich der Formensprache der frühen Gründerzeit. Westlich des Hauses befindet sich ein Pfeilertor. Der Vorgarten des Hauses ist mit einem Eisengitterzaun umzäunt.